# Giuseppe Soleri Brancaleoni
Giuseppe Soleri Brancaleoni, né en 1750 à Rimini et mort en 1806 dans la même ville, est un peintre néo-classique italien des XVIIIe et XIXe siècles actif majoritairement à Rimini.

## Biographie
Né à Rimini, Giuseppe Soleri Brancaleoni fut considéré comme venant d'une famille aristocratique de la ville. Il eut comme élève Francesco Albèri. Il est connu aujourd'hui principalement pour sa peinture de la Vierge de miséricorde située dans l'Église Santa Chiara de Rimini (en). Des rumeurs racontent que le 11 mai 1850, la vierge leva les yeux pour contempler le ciel au-dessus d'elle. Le pape Pie IX a soi-disant fait inspecter la peinture pour analyser le prétendu miracle. La peinture était une copie d'une Madone peinte par Giovan Battista Costa en 1730 qui elle-même avait eu des témoignages similaires de miracle en 1796. La peinture de Soleri avait été peinte pour sa sœur, une nonne de l'ordre des Pauvres Dames qui ne put avoir accès à la peinture de Costa. Il meurt en 1806 dans sa ville natale.

## Œuvres
Liste non-exhaustive de ses peintures :
- Madonna della Consolazione, huile sur toile, date inconnue, Museo di Saludecio e del beato Amato (it) à Rimini ;
- Madonna della Misericordia, huile sur toile, 1796, église Santa Chiara de Rimini ;
- Assunzione della Vergine, huile sur toile, XIXe siècle, église Santa Maria de San Giovanni in Marignano.